# Meermin

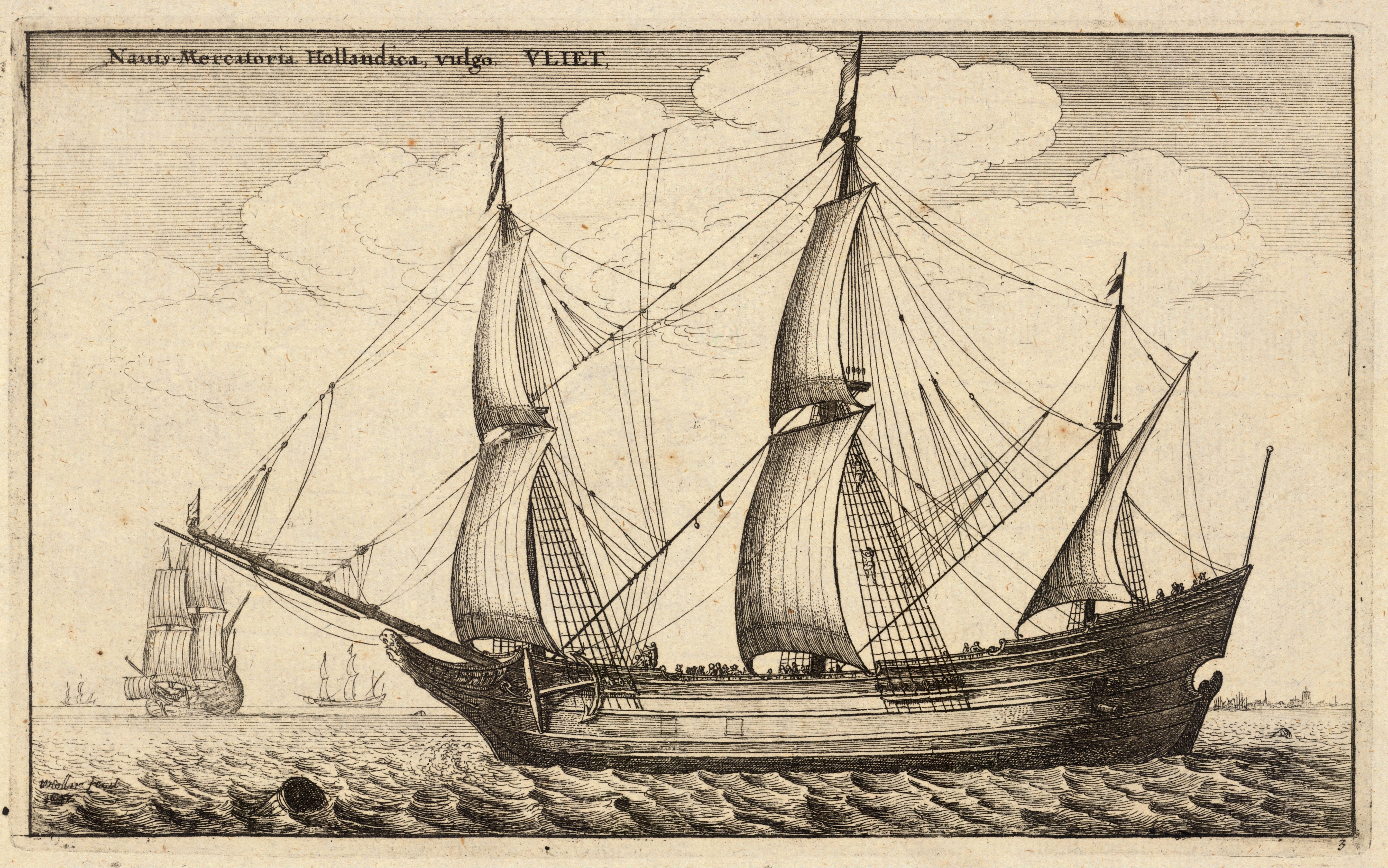
Les plans du Meermin ont été retrouvés au Musée Maritime d'Amsterdam et ont permis de le catégoriser : c'était une flûte (Fluitschip en hollandais). Ce genre de « navire rond », grâce à sa tenue à la mer, à sa forte capacité et à sa construction standardisée à faible prix de revient, a permis à la Hollande de devenir une puissance maritime prédominante dès le XVIe siècle.

Le Meermin (« sirène » en français) est un navire négrier de la Compagnie néerlandaise des Indes orientales (Vereenigde Oost-Indische Compagnie, ou VOC) construit à Amsterdam sur un chantier naval de la Compagnie et lancé en 1760. Le 18 février 1766, les esclaves qu'il transporte de Madagascar au Cap se révoltent et prennent possession du navire. Les faits sont connus et bien documentés grâce aux minutes (conservées aux archives du Cap) du procès qui a lieu par la suite.

## Architecture navale

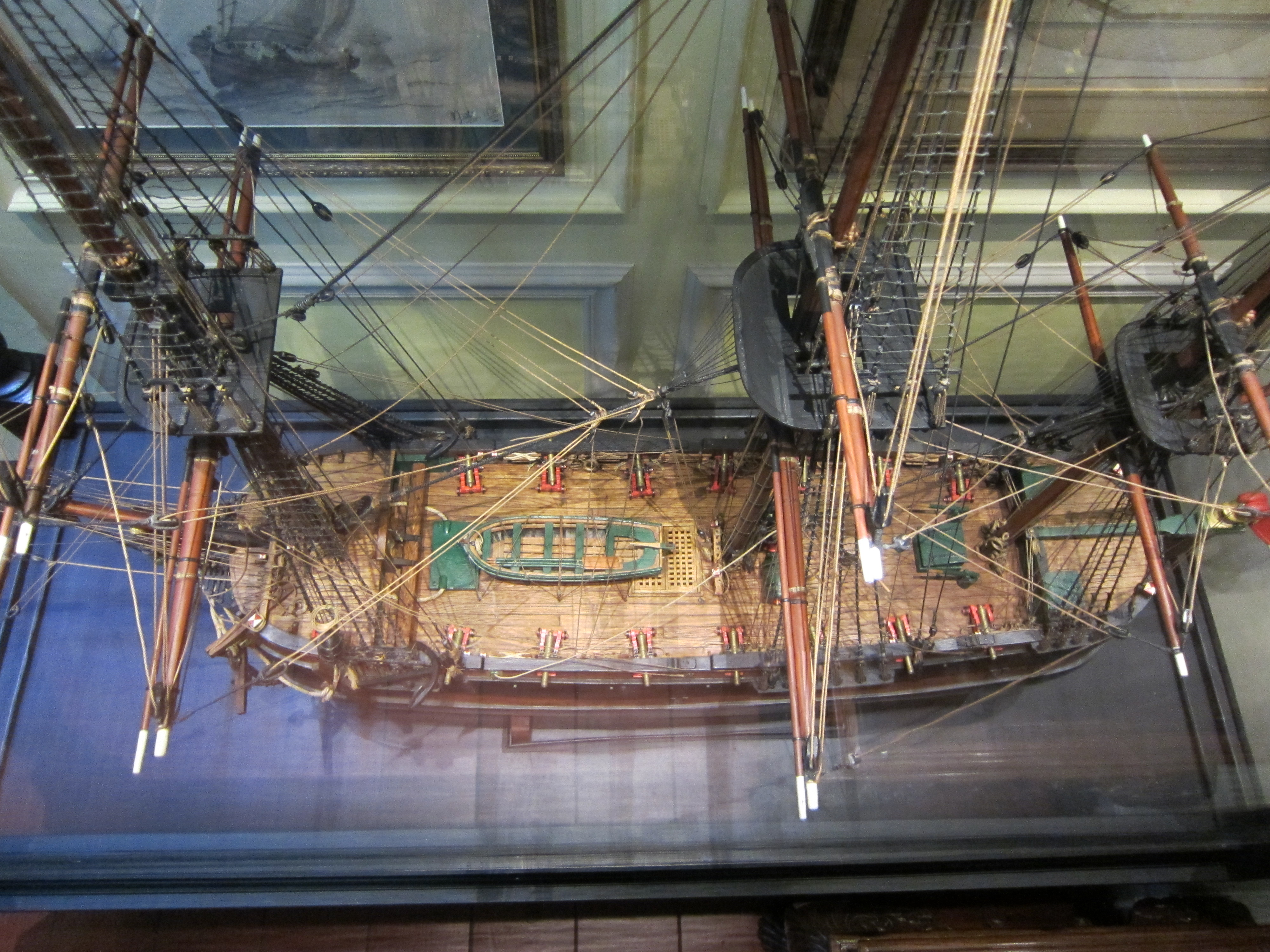
Pont de la maquette du Meermin

Selon les plans retrouvés par l'archéologue naval Jaco Boshoff (du musée Iziko, Le Cap), ce trois-mâts aux larges formes, conçu pour le transport en général et la traite des Noirs en particulier avait 31 m de long et jaugeait 450 tonneaux.
Armé à Amsterdam en 1761, il comportait des aménagements spéciaux : l'entrepont (destiné au « stockage du bois d'ébène ») était particulièrement étendu mais ne prenait jour que par deux claires-voies, et une vaste armurerie située dans le gaillard d'arrière, sous la grand-chambre et les cabines des officiers, devait recevoir une cargaison sensible : les « armes de traite » (de vieux fusils) et la poudre qui servaient de monnaie d'échange au commerce. Dans le gaillard d'avant, où s'abritait une trentaine de matelots, étaient aussi stockées les importantes provisions de nourriture et d'eau destinées à alimenter les esclaves et l'équipage pendant le voyage.
Le bateau pouvait accueillir plus de 200 personnes, dont une soixantaine de membres d'équipage.

## Le voyage

Le Meermin devait joindre la côte sud-ouest de Madagascar à la face sud-atlantique du continent africain, où se trouvait la colonie du Cap.

Le Meermin, sous le commandement de Gerrit Muller (un capitaine frais émoulu qui de plus travaille pour la 1re fois pour la VOC) quitte le 20 janvier 1766 le mouillage de Tuléar (sur la côte sud-ouest de Madagascar) à destination de la colonie du cap de Bonne-Espérance, avec 60 hommes d'équipage, un subrécargue (nommé Krauss), son assistant (Olaf Lej) et un chargement de 140 esclaves. Les esclaves sont en majorité des jeunes de 16 ans environ : outre qu'ils supportent mieux le voyage, ils fourniront aux colons du Cap une main d'œuvre plus malléable et adaptable que des adultes ; par ailleurs ils travailleront plus longtemps, amortissant ainsi leur prix d'achat. Enfin, comme ils sont transplantés et proviennent d'une ethnie différente, ils ne fraterniseront pas en principe avec les Cafres d'Afrique du Sud… 
En fait, il y a dans l'entrepont plus de 150 esclaves : le capitaine et les trois officiers en ont embarqué un certain nombre, qu'ils ne déclarent pas et comptent bien vendre à titre de propriété personnelle.
Par ailleurs Massavana et son ami Kosei, deux hommes de bonne famille, jeunes, forts et intelligents, originaires de Tuléar, ont embarqué au dernier moment : le roitelet local, sans doute heureux de se débarrasser de rivaux potentiels, les a envoyés « visiter » le Meermin ; les deux jeunes hommes ont d'abord été bien reçus, mais après qu'ils voulurent quitter le bateau, ils ont été soudain terrassés, dépouillés de leurs armes, de leurs bijoux et de leurs vêtements, enchaînés et jetés à fond de cale.
Le voyage dure normalement quatre semaines. Sous la chaleur de l'été austral les esclaves enchaînés et entassés dans l'entrepont souffrent terriblement de la chaleur et du manque d'air, et le typhus et la dysenterie commencent à les décimer.
Devant les pertes pécuniaires entraînées par ces morts, le capitaine et Olaf Lej, son second, après avoir longuement discuté, décident de faire monter les esclaves sur le pont, par petites escouades, pour qu'ils puissent respirer et prendre de l'exercice. Le capitaine Muller, d'abord réticent (il désire respecter le règlement de la VOC à la lettre) s'est laissé convaincre par Lej : ce dernier a de l'expérience, il lui affirme qu'il a déjà fait monter les esclaves sur le pont lors de ses précédents voyages, et qu'il n'a eu qu'à s'en féliciter. Les esclaves briquent le pont, aident à la manœuvre en halant les cordages et en orientant les voiles, et tout se passe bien.

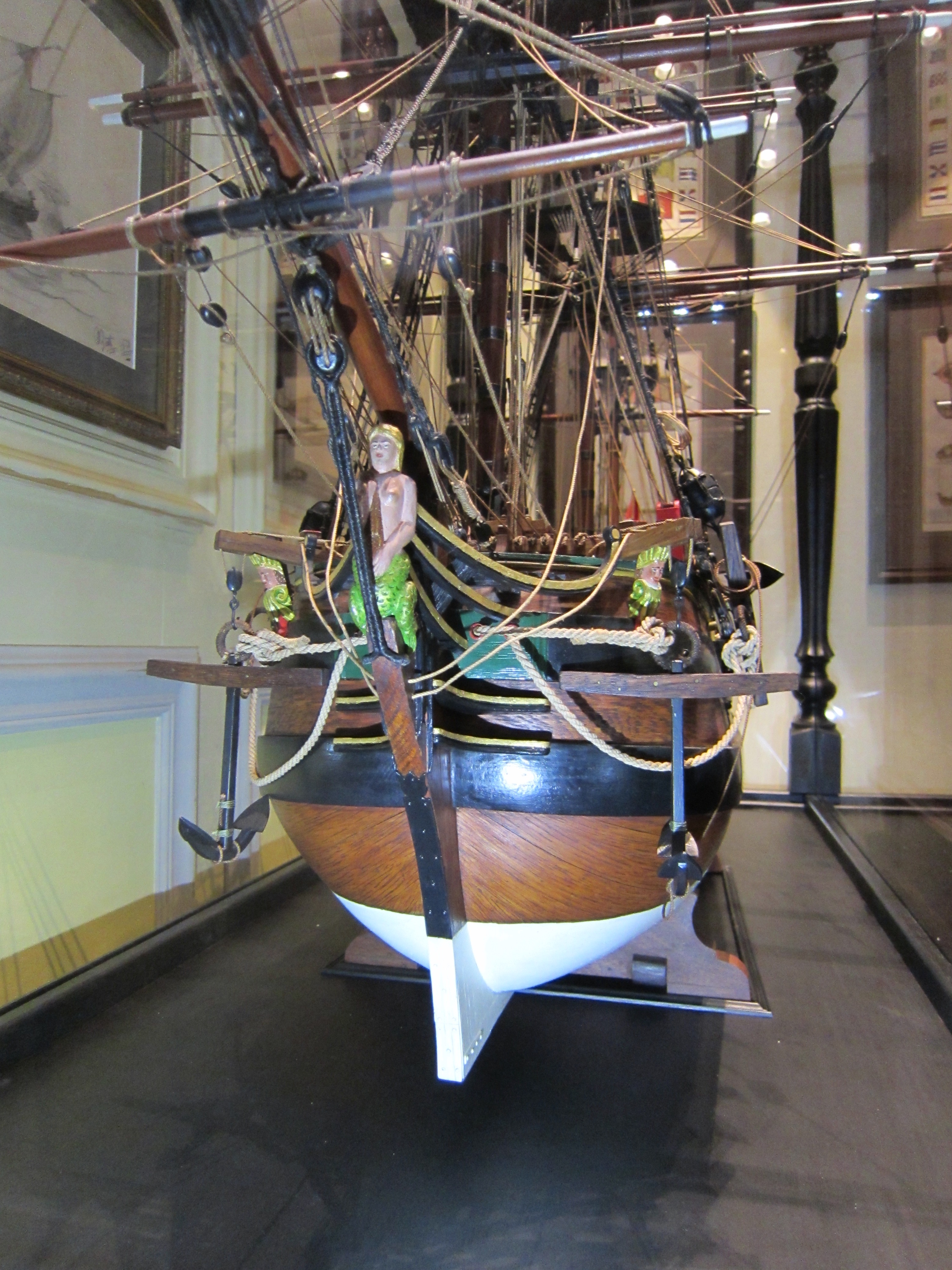
Proue de la maquette du Meermin

Le 18 février, jour de nettoyage, le subrécargue Krause donne aux esclaves paisiblement occupés sur le pont une demi-douzaine de piques rouillées pour qu'ils les astiquent et les aiguisent. Soudain, sur un ordre de Massavana, les Noirs se jettent sur Krause et les matelots de quart, les transpercent de leurs piques, jettent les Blancs à la mer, tirent avec les mousquets qu'ils leur ont arraché : ils viennent d'une tribu belliqueuse, et savent se battre. Ils libèrent leurs frères prisonniers dans l'entrepont, envahissent le gaillard arrière, blessent le capitaine de trois coups de lance. Une vingtaine de matelots parvient à leur échapper, se retranche dans l'armurerie avec le capitaine et Lej, et résiste aux assauts des Noirs. Ils ont des armes et de la poudre, mais très peu de provisions et d'eau. Le Meermin dérive pendant que Noirs et Blancs s'attaquent tour à tour… 
Quelques jours plus tard, Lej, poussé à bout par la faim et la soif, montre aux Noirs un tonneau de poudre et une mèche allumée, en menaçant de faire sauter le pont sous eux s'ils n'acceptent pas de négocier. On discute. Les Noirs exigent que l'équipage les ramène à Madagascar, moyennant quoi ils laisseront la vie sauve aux Blancs. Lej fait mine d'accepter le marché.
Pendant quelques jours, en abusant les Noirs, il réussit à mener le Meermin vers le nord-ouest, au lieu de lui faire faire route vers le nord-est. Une côte apparaît. Massavana prend le second à partie : « Ce n'est pas Madagascar, lui crie-t-il, puisque le soleil montre que cette terre est à notre est. D'ailleurs on voit passer des oiseaux inconnus ! ». Mais Lej lui rétorque que le Meermin a beaucoup dérivé vers le sud-est pendant les jours où ils se confrontaient, et qu'ils sont maintenant en vue de la côte est de Madagascar, et que ses courants et ses atterrages sont évidemment inconnus de Massavana et de ses frères. Et le Blanc, qui connaît bien la côte et a reconnu à bâbord le cap des Aiguilles, proche du Cap de Bonne espérance, fait jeter l'ancre au large d'une  immense plage déserte et balayée par les rouleaux.

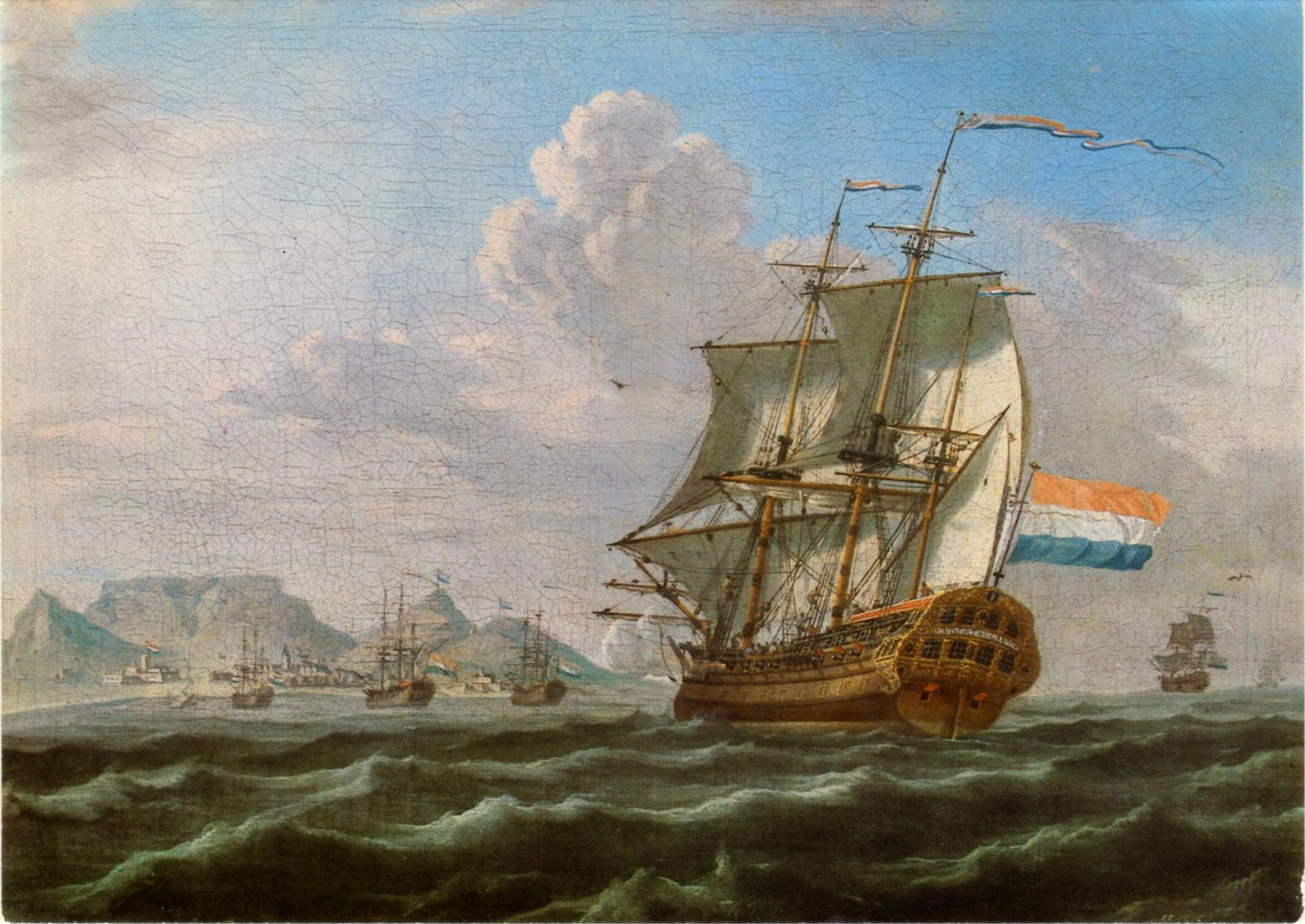
Le Meermin n'arriva pas ainsi en vue des amers montagneux du Cap, mais fut échoué plus au sud sur la plage de Struisbaai, près du Cap des Aiguilles, la pointe extrême de l'Afrique.

À terre, les colons hollandais des environs de Struisbaai (« la baie aux autruches ») remarquent ce bateau immobile au large, qui de plus, et c'est un signe de détresse, n'arbore pas de pavillon. Ils se rassemblent, arment leur milice, envoient un cavalier prévenir les autorités les plus proches.
Au bout de quelques jours d'expectative, une chaloupe se détache du Meermin et arrive sur la plage ; elle est remplie de Noirs qui ont mission d'explorer cette côte, et d'allumer trois brasiers sur la plage s'il s'agit bien de Madagascar. Les colons hollandais  blancs cachés dans les dunes voient les Noirs débarquer du grand canot et comprennent qu'il s'agit d'esclaves révoltés. Ils ouvrent le feu, tuent une quinzaine de mutins sur la plage, capturent les autres.
Pendant sept jours, à bord du Meermin, les Blancs (au nombre d'une trentaine) et une cinquantaine de Noirs, dont Massavana et son ami, attendent, anxieux. Le bateau est ancré trop loin de terre, les Noirs n'ont pas entendu la fusillade, et ils ne savent pas utiliser la longue-vue. Olaf Lej réussit à jeter une bouteille à la mer : elle contient une lettre, par laquelle il alerte les Hollandais, et leur demande d'allumer trois brasiers sur la plage.
Quand ils voient les trois feux au loin, les Noirs, fous de joie, pensant   être arrivés à Madagascar, lèvent  l'ancre et approchent de la côte. Le Meermin s'échoue, les Noirs se jettent à l'eau ou s'entassent dans un canot, touchent terre. Mais là, ils sont immédiatement arrêtés  et  enchaînés par les miliciens hollandais, et emmenés au Cap.

## Épilogue
Un procès a lieu au Cap.

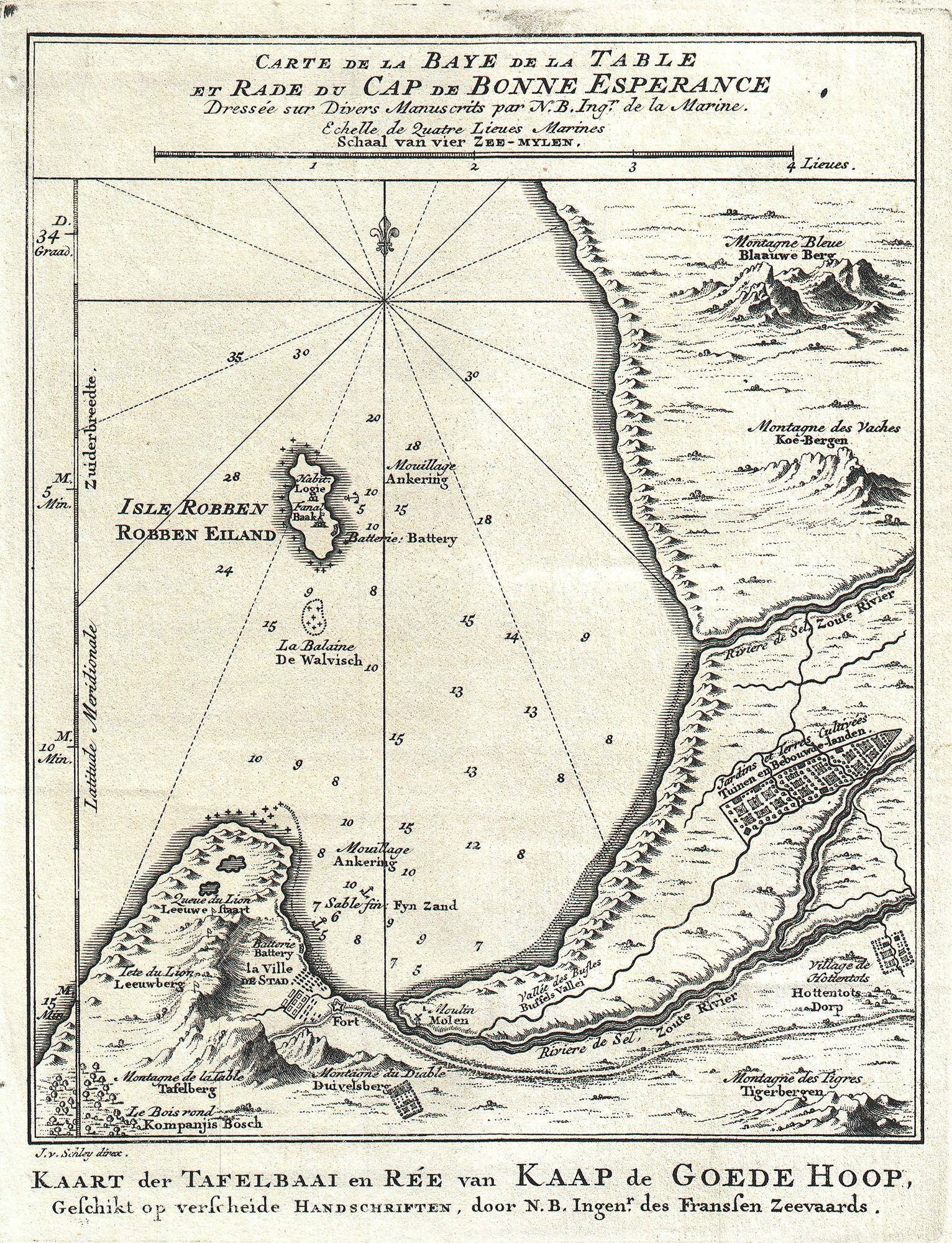
Robben Island (« île aux Phoques ») en 1773

Le capitaine et le second du Meermin sont dégradés et condamnés à une amende et  à  l'exil.
Massavana et son ami, bien que meneurs de la mutinerie, échappent à la mort sur le pal, la peine encourue par les esclaves révoltés qui ont tué les maîtres blancs : ils  affirment et soutiennent que la révolte n'était pas préméditée, que ce sont les Blancs qui leur ont fourni des armes. En l'absence de preuve irréfutable, le 25 août 1766 les deux hommes sont enfermés « jusqu'à nouvel ordre » au pénitencier de Robbeneiland (Robben Island). Massavana y meurt le 20 décembre 1769 ; son ami Kosei lui survivra une vingtaine d'années.

## Sources
- (nl) Cet article est partiellement ou en totalité issu de l’article de Wikipédia en néerlandais intitulé « Meermin (schip) » (voir la liste des auteurs).
- (en) Slave Ship Mutiny sur Secrets of the Dead
- Le film documentaire Les Révoltés du « Meermin » (Pays-Bas 2010) de Joe Kennedy et Nic Young
- L'article de Wikipedia anglais : Dutch East India Company (chapitre « Notable VOC ships : Meermin »)

## Notes

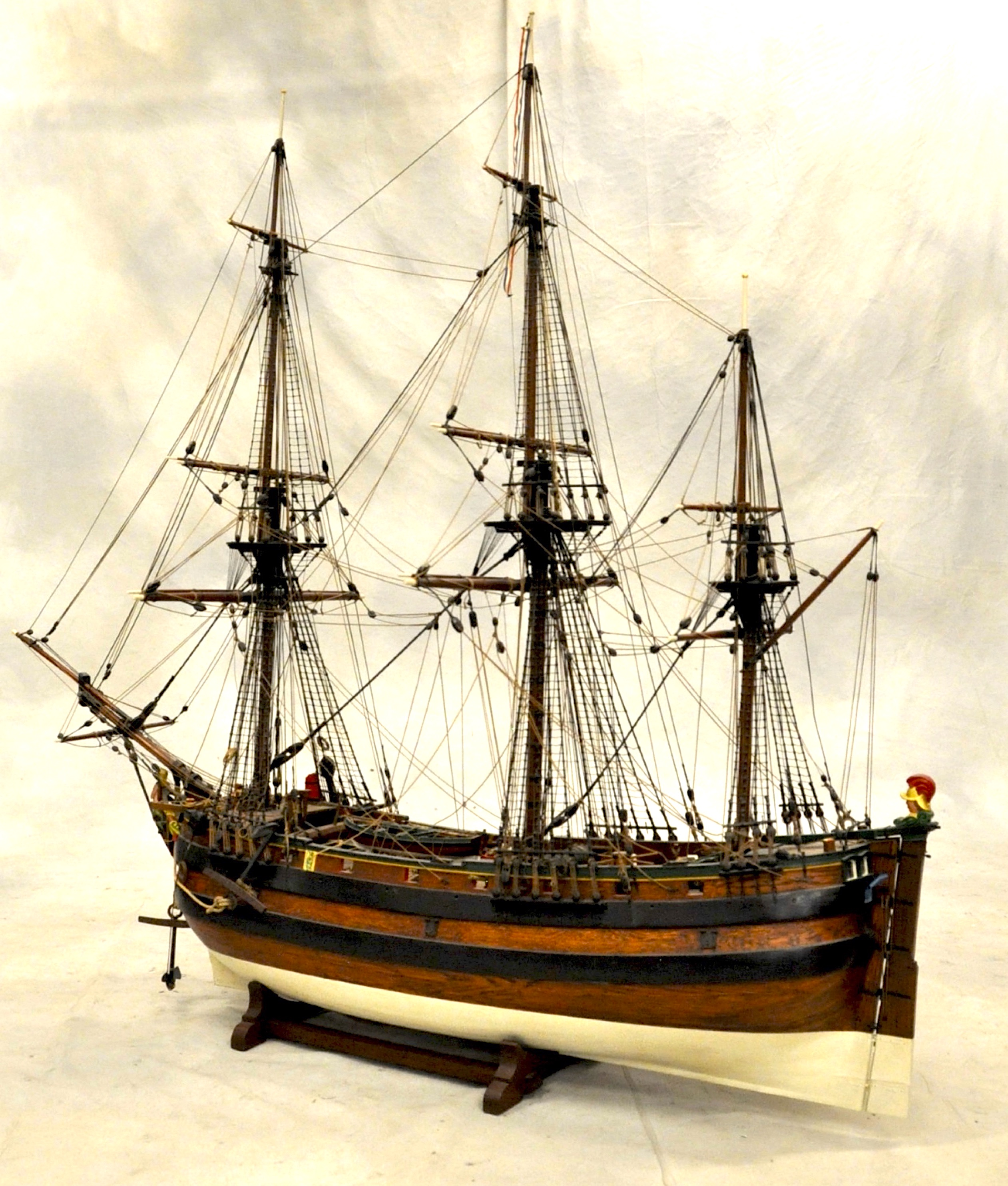
Maquette à l'échelle 1/30ème du Meermin